# Alfred Schmidt (vægtløfter)
 For alternative betydninger, se Alfred Schmidt. (Se også artikler, som begynder med Alfred Schmidt)
Alfred Schmidt (1. maj 1898 – 5. november 1972 i Tallinn) var en estisk vægtløfter, som deltog under Sommer-OL 1920 i Antwerpen.
Schmidt vandt en olympisk sølvmedalje i vægtløftning under Sommer-OL 1920 i Antwerpen. Han kom på andenpladsen i den letteste klasse, fjervægt op til 60 kg. Det var første gang i OL, hvor løfterne blev inddelt i forskellige vægtklasser. Der var totalt fem vægtklasser under OL'et. Han løftede sammenlagt 210,0 kilogram, ti mindre end guldvinderen François de Haes fra Belgien. Vægtløftningskonkurrencen bestod af tre løft, ryg og støt med en hånd og støt med begge hænder. Der var 14 udøvere fra 11 nationer i fjervægtsklassen.

## OL-medaljer
- 1920  Antwerpen –  Sølv i vægtløftning, fjervægt